# Университет штата Юта
Не следует путать с Университетом Юты (University of Utah).
Университет штата Юта (англ. Utah State University) расположен в городе Логане, штат Юта, США. Относится к числу университетов, получивших от федерального правительства участок земли для организации практического сельскохозяйственного образования (англ. land-grant university).
Основан в 1888 году как Сельскохозяйственный колледж Юты (англ. Agricultural College of Utah), впоследствии название изменилось сначала на Сельскохозяйственный колледж штата Юта (англ. Utah State Agricultural College), а в 1957 году было принято современное название. Университет состоит из 870 факультетов, на которыx обучаются более 28 000 студентов (по состоянию на осень 2016 года).

## Известные выпускники
- Тамара Мамфорд, оперная певица[3]